# Wurmbrandbach
Der Wurmbrandbach (tschechisch Hraniční potok) ist ein linker Zufluss zur Großen Mühl bei Aigen-Schlägl in Oberösterreich.

## Geographie
Der Bach bildet sich aus mehreren Quellbächen, die in der Gemeinde Přední Výtoň im benachbarten Gebiet Tschechiens entspringen, von wo er nach Österreich abfließt. Im namensgebenden Ort Wurmbrand fließt auch ein in Österreich entspringender Zubringer in den Wurmbrandbach ein, der von dort auf die Große Mühl zuströmt und gegenüber von Winkl in diese einmündet. Hier bildet der Wurmbrandbach die Grenze zur südöstlich angrenzenden Gemeinde St. Oswald bei Haslach.
Beim Dorf Wurmbrand quert ein Wanderweg den Bach, der Teil der Fernwanderwege E6 und E10 sowie des Jakobswegs Oberes Mühlviertel und des Nordwaldkammwegs ist.

## Geschichte
Der Anfangsbesitz von Stift Schlägl dürfte ein geschlossenes Gebiet nördlich der Großen Mühl zwischen dem Wurmbrandbach im Südosten und dem Bannzaunbach im Nordwesten gewesen sein.
Der Wurmbrandbach war im 13. Jahrhundert Grenzfluss zwischen Österreich und Bayern. Nach dem Aussterben der Griesbach-Waxenberger beanspruchten nämlich die Babenberger 1220 die Landeshoheit bis zur Großen Mühl und bis zum Wurmbrander Bach für sich. Dieser Grenzverlauf wurde später im sogenannten „Landbuch von Österreich und Steier“ festgehalten, das zwischen 1276 und 1282 verfasst wurde, aber vorgibt, aus der Zeit der letzten Babenberger zu stammen.
Seinen Charakter als Grenzfluss verlor der Wurmbrandbach, als Herzog Albrecht I. von Habsburg nach dem Sturz des Zawisch von Falkenstein die Herrschaft Falkenstein 1289 durch Eberhard von Walsee aushungern ließ und fortan als sein Lehen verlieh, wodurch sich der Grenzverlauf weiter nach Westen verlagerte.

## Umwelt
Entlang des Wurmbrandbachs entwickelten sich lineare Weichholzauen.